# Segunda Categoría de El Oro 2020
El Campeonato Provincial de Fútbol de Segunda Categoría de El Oro 2020 fue un torneo de fútbol en Ecuador en el cual compitieron equipos de la Provincia de El Oro. El torneo fue organizado por Asociación de Fútbol Profesional de El Oro (AFO) y avalado por la Federación Ecuatoriana de Fútbol, el torneo inició el 15 de agosto de 2020 y finalizó el 19 de septiembre de 2020. Participaron 4 clubes de fútbol y entregó un cupo al zonal de ascenso de la Segunda Categoría 2020, también el campeón del torneo provincial clasificó a la primera fase de la Copa Ecuador 2021.

## Sistema de campeonato
El sistema determinado por la Asociación de Fútbol Profesional de El Oro fue el siguiente:
- Se jugó una etapa única con los cuatro equipos establecidos, a partidos de ida y vuelta (6 fechas), el equipo que terminó en primer lugar fue el campeón provincial y clasificó a los dieciseisavos de final de la Segunda Categoría Nacional 2020 y también a la primera fase de la Copa Ecuador 2021.

## Efectos de la pandemia de coronavirus
Inicialmente el campeonato iba a desarrollarse entre los meses de abril y julio de 2020, pero debido a la pandemia de COVID-19 en Ecuador se suspendió para dicha fecha, además nueve equipos se esperaba que participen en un principio, los cuales fueron Golden Boys, Audaz Octubrino, Deportivo Bolívar, Parma Fútbol Club, Atlético Mineiro, Huaquillas Fútbol Club, Cantera del Jubones, Bonita Banana y Santos Fútbol Club. Una vez que se relajaron las medidas de confinamiento la ASO El Oro confirmó una reprogramación del torneo para el período comprendido entre los meses de agosto y octubre, cuatro equipos confirmaron su participación en el torneo, Audaz Octubrino, Deportivo Bolívar, Cantera del Jubones y Bonita Banana. Posteriormente el campeonato se estableció para los meses de agosto y septiembre de 2020 en una sola sede que fue el Complejo de la AFO en la ciudad de Machala, a excepción de la última fecha que por tener horario unificado se jugó también en el Complejo Euclides Palacios del Orense Sporting Club.

## Equipos participantes
| Equipos participantes                   | Equipos participantes | Equipos participantes           |
| --------------------------------------- | --------------------- | ------------------------------- |
|                                         |                       |                                 |
| Equipo                                  | Ciudad                | Estadio                         |
| Club Social y Deportivo Audaz Octubrino | Machala               | Estadio 9 de Mayo               |
| Club Deportivo Cantera del Jubones      | Pasaje                | Estadio Carlos Falquez Batallas |
| Club Social Deportivo Bolívar           | Piñas                 | Estadio Luis Rubén Pasaca       |
| Bonita Banana Sporting Club             | Pasaje                | Estadio Carlos Falquez Batallas |

## Equipos por cantón
| Cantón  | N.º | Equipos                               |
| ------- | --- | ------------------------------------- |
| Pasaje  | 2   | - Cantera del Jubones - Bonita Banana |
| Piñas   | 1   | - Deportivo Bolívar                   |
| Machala | 1   | - Audaz Octubrino                     |

## Clasificación
| Pos. | Equipo              | Pts. | PJ | G | E | P | GF | GC | Dif. |  |
| ---- | ------------------- | ---- | -- | - | - | - | -- | -- | ---- |  |
| 1    | Bonita Banana       | 12   | 6  | 3 | 3 | 0 | 12 | 1  | +11  |  |
| 2    | Audaz Octubrino     | 11   | 6  | 3 | 2 | 1 | 7  | 2  | +5   |  |
| 3    | Cantera del Jubones | 5    | 6  | 1 | 2 | 3 | 2  | 8  | −6   |  |
| 4    | Deportivo Bolívar   | 1    | 6  | 1 | 1 | 4 | 2  | 12 | −10  |  |

 Fuente: Aso Fútbol El Oro
Criterios de clasificación: 1) Puntos; 2) Diferencia de goles; 3) Goles marcados
Notas:
1. ↑  Al Club Deportivo Bolívar se le restaron 3 puntos.

|  | Campeón y clasificado a los zonales de Segunda Categoría 2020. |

## Evolución de la clasificación
| Equipo / Jornada    | 01 | 02 | 03 | 04 | 05 | 06 |
| ------------------- | -- | -- | -- | -- | -- | -- |
| Bonita Banana       | 2  | 2  | 2  | 1  | 1  | 1  |
| Audaz Octubrino     | 1  | 1  | 1  | 2  | 2  | 2  |
| Cantera del Jubones | 3  | 3  | 3  | 3  | 3  | 3  |
| Deportivo Bolívar   | 4  | 4  | 4  | 4  | 4  | 4  |

## Resultados

### Primera vuelta
| Audaz Octubrino     | 1 - 0 | Deportivo Bolívar | Complejo AFO | 15 de agosto | 11:00 |
| Cantera del Jubones | 0 - 0 | Bonita Banana     | Complejo AFO | 15 de agosto | 14:00 |

| Deportivo Bolívar | 0 - 0 | Cantera del Jubones | Complejo AFO | 22 de agosto | 11:00 |
| Bonita Banana     | 0 - 0 | Audaz Octubrino     | Complejo AFO | 22 de agosto | 14:00 |

| Audaz Octubrino   | 5 - 1 | Canteras del Jubones | Complejo AFO | 29 de agosto | 11:00 |
| Deportivo Bolívar | 0 - 4 | Bonita Banana        | Complejo AFO | 29 de agosto | 14:00 |

### Segunda vuelta
| Bonita Banana       | 6 - 1 | Deportivo Bolívar | Complejo AFO | 5 de septiembre | 11:00 |
| Cantera del Jubones | 1 - 0 | Audaz Octubrino   | Complejo AFO | 5 de septiembre | 14:00 |

| Cantera del Jubones | 0 - 1 | Deportivo Bolívar | Complejo AFO | 12 de septiembre | 11:00 |
| Audaz Octubrino     | 0 - 0 | Bonita Banana     | Complejo AFO | 12 de septiembre | 14:00 |

| Deportivo Bolívar | 0 - 1 | Audaz Octubrino     | Complejo Euclides Palacios | 19 de septiembre | 11:00 |
| Bonita Banana     | 2 - 0 | Cantera del Jubones | Complejo AFO               | 19 de septiembre | 11:00 |

### Tabla de resultados cruzados
| Local \ Visitante   | AUD | BON | CAN | BOL |
| ------------------- | --- | --- | --- | --- |
| Audaz Octubrino     | —   | 0–0 | 5–1 | 1–0 |
| Bonita Banana       | 0–0 | —   | 2–0 | 6–1 |
| Cantera del Jubones | 1–0 | 0–0 | —   | 0–1 |
| Deportivo Bolívar   | 0–1 | 0–4 | 0–0 | —   |

### Campeón
| |
| Bonita Banana Sporting Club 2.° título Clasifica a los zonales de la Segunda Categoría 2020 y a la Copa Ecuador 2021. |